# Stat (série télévisée québécoise)
Pour les articles homonymes, voir Stat.
Stat est une série télévisée québécoise créée par Marie-Andrée Labbé et diffusée à partir du 12 septembre 2022 sur ICI Radio-Canada Télé.
En décembre 2024, la série est confirmée pour une quatrième saison. Après trois ans à livrer chaque semaine des intrigues palpitantes dans un format quotidien, Marie-Andrée Labbé continuera à écrire STAT dans un nouveau format hebdomadaire. La série mettant en vedette Suzanne Clément sera donc de retour en version d'une heure chaque semaine. Au total, la prochaine saison comprendra 24 épisodes d'une heure et elle sortira dès septembre 2025.

## Synopsis
Stat suit l'histoire de la cheffe d'urgence Emmanuelle St-Cyr et de ses collègues de l'hôpital St-Vincent à Montréal, dont trois de ses amis de longue date : le psychiatre Philippe Dupéré, la chirurgienne Isabelle Granger et Éric Perron, le préposé aux bénéficiaires et ancien comédien.

## Fiche technique
- Scénariste : Marie-Andrée Labbé
- Réalisation : Danièle Méthot, Chantal Des Ruisseaux, Jean-Marc Piché
- Script-éditrice : Fabienne Larouche
- Photographie : Laurent Beauchemin
- Conception artistique : André Chamberland
- Montage : Valérie Héroux, Éric Marapin, Philippe Bernatchez Fafard, Sylvain Laliberté, Benoit Salin
- Costumes : Guy Lemieux
- Son : Tony Fortin
- Musique : Miklos Simpson
- Production : Fabienne Larouche, Michel Trudeau, Guillaume Lespérance
- Sociétés de production : Aetios productions, A Media

## Distribution

### Personnages principaux
Source : QuiJoueQui? et Noovo Moi
- Suzanne Clément : Emmanuelle St-Cyr, urgentologue et cheffe de l'urgence
- Normand D'Amour : Pascal St-Cyr, oncologue et ancien directeur des services professionnels (DSP)[5]
- Patrick Labbé : Philippe Dupéré, psychiatre
- Geneviève Schmidt : Isabelle Granger, chirurgienne générale et intensiviste
- Stéphane Rousseau : Éric Perron, préposé aux bénéficiaires
- Lou-Pascal Tremblay : Jacob Faubert, nouvel urgentologue
- Virginie Ranger-Beauregard : Delphine Martin, travailleuse sociale
- Ludivine Reding : Sophia St-Jean, infirmière
- Bruno Marcil : Daniel Laramée, infirmier et délégué syndical
- Samantha Fins : Audrey Milord, infirmière en chef
- Anglesh Major : Marc-Olivier Morin, urgentologue
- Jean-Nicolas Verreault : Dr Gabriel Lemaire
- Marc Beaupré : Steve Jolicoeur
- Emmanuel Bédard : Alexis Fortin, enquêteur
- Isabelle Blais : Mylène Lapierre, PDG de l'hôpital
- Caroline Néron : Claude Coupal
- Micheline Lanctot : Josette Harvey, travailleuse sociale[6]
- Emanuel Bilodeau : Laurent Lamy, radiologiste et directeur des services professionnels (DSP)[7]
- Jean-Philippe Perras : Antoine Diamond, psychiatre[8]

### Personnages secondaires
- Daniel Parent : Francois Éthier, ex-conjoint décédé d'Emmanuelle
- Robin L'Houmeau : Jérémy St-Cyr Éthier
- Marine Johnson (en) : Rosalie Dupéré, fille de Philippe
- Karelle Tremblay : Alix Forgues
- Isabelle Brouillette : Julie Faubert, ancienne collègue de Francois et mère de Jacob
- Raymond Cloutier : Jacques St-Cyr, père d’Emmanuelle et Pascal St-Cyr
- Rémy Girard : Richard Perron
- David La Haye : Jérome Dumont
- Sarah-Anne Parent : Chrystelle Savard, patiente souffrant de schizophrénie
- Amélie Bonenfant : Sylvie Desmarais, collègue de travail de Chrystelle
- Alexis Lemay-Plamondon : Jonathan Chouinard, conjoint de Chrystelle
- Stéphane Franche : père de Chrystelle
- Nathalie Madore : mère de Chrystelle
- Maxime Denommée : Denis Savoie
- Steve Gagnon : Tristan Rhéaume
- Antoine DesRochers : Francis Pilote
- Maxime de Cotret (en) : Adrien, conjoint d'Éric
- Hugo Giroux : Yohan Boisvert
- Pascale Renaud-Hébert : Valérie McGinnis, physiothérapeute
- Benjamin Gratton : Siméon Granger, fils autiste de Isabelle
- Louis-David Morasse : Patrice Gagné
- Marie-Lyne Joncas : Olivia Marcoux
- Martine Francke : Camille Arsenault
- France Castel : Liliane
- Tammy Verge : Céline Bourque
- Patrice Coquereau : Pierre
- Thomas Boonen : Mathias Leduc, adolescent blessé par balle
- Pierre-Luc Brillant : Charles, père de Mathias
- Marie-Laurence Moreau : Hélène, mère de Mathias
- Madani Tall : Aiden Méthélus, ami de Mathias, blessé à la tête
- Maxime Tremblay : Stéphane Hébert, homme devenu quadraplégique
- Julie Daoust : Nathalie Dupont, conjointe de Stéphane Hébert
- Myriam De Verger : Yolanda, mère d'Aiden
- Sandrine Marcil-Denault : Aurélie, copine de Mathias
- Sylvestre Caron : avocat de Mathias
- Richard Thériault : juge - comparution de Mathias
- Claude Laroche : Martin Poitras, itinérant
- Benjamin Roy : Michaël Roy, jeune tennisman professionnel blessé à la main
- Jean L'Italien : M. Roy, père et entraîneur de Michaël
- Alyssa Labelle : Laurie Dumais, conjointe de Michaël
- Luca Asselin : Dany, patient blessé au pénis
- Amélie B. Simard : femme de Dany
- Émilie Lajoie : Mélodie Beaulieu
- Patrick Lauzon : Jean-Pierre, père de Mélodie
- Caroline André : Nadine, mère de Mélodie
- Jérémie Francoeur : Robin, ami de Mélodie
- Émile Schneider : Félix Lemoine
- Yvan Ross : Jason, ami de Félix
- Jean-Simon Leduc : Guillaume
- Fred-Éric Salvail : Dominic Lord, patient bipolaire
- Myriam DeBonville : Béatrice Desjardins
- François Grisé : Dr Raymond Labrie
- François L'Écuyer : Dr Régis Ouellet
- Guillaume Baillargeon : Antoine Girard
- Elliot Cormier : Émile Girard, fils d'Antoine
- Henri Picard : Éloi Foster
- Sophie Bourgeois : Catherine Cloutier
- Éric Cabana : commissaire aux plaintes
- Léa-Marie Cantin : Monique Lapierre
- Marie-Hélène Thibault : Jocelyne
- Mirianne Brûlé : enquêteuse Allard
- Carla Turcotte : Naomi
- Thérèse Perreault : Diane Frenette
- Maxime Desjardins-Tremblay : Dany Gervais
- David Boutin : Louis-Jean Marchand
- Isabelle Cyr : Amélie Dupont
- Rose-Maïté Erkoreka : Laurence Freeman
- Patrick Goyette : Alexandre
- Marie-Philip Poulin : elle-même
- Ann-Sophie Bettez :  elle-même
- Ann-Renée Desbiens : elle-même